# Nogent-le-Bernard
Nogent-le-Bernard – miejscowość i gmina we Francji, w regionie Kraj Loary, w departamencie Sarthe.
Według danych na rok 1990 gminę zamieszkiwało 777 osób, a gęstość zaludnienia wynosiła 26 osób/km² (wśród 1504 gmin Kraju Loary, Nogent-le-Bernard plasuje się na 684. miejscu pod względem liczby ludności, natomiast pod względem powierzchni na miejscu 293.).